# Cyrkowa Góra
Cyrkowa Góra lub Cyrki (828 m) – wzniesienie w Beskidzie Wyspowym w miejscowości Lubomierz. Ma charakter grzbietu, którego zachodnie stoki opadają do doliny Głębokiego Potoku i Wierzbienicy, wschodnie do doliny Butorowego Potoku (wszystkie są dopływami Mszanki). Południowe stoki stromo opadają do doliny Mszanki, północne przechodzą w stoki Kiczory (Kobylicy).
Cyrkowa Góra ma dwa wierzchołki, ale ich nazewnictwo i topografia na mapach są zagmatwane. Mapa Geoportalu (w zakresie raster) wyróżnia wierzchołek: Cyrkowa Góra i niższy: Cyrkowa Skałka, jednak według zakresu orto Cyrkowa Skałka to jest grzbiet o nazwie Góra Cyrki, a Cyrkowa Skała jest odrębnym, wyższym wierzchołkiem o wysokości 823 m. Mapa Compass podaje tylko nazwę Cyrki z wysokością 757 m.
Cyrkowa Góra jest w większości zalesiona, ale dolna część południowych stoków to pola uprawne i zabudowania wsi Lubomierz. Znajduje się tutaj najwyżej położone osiedle tej miejscowości (Skrzatki). Również w partiach grzbietowych jest kilka polan, m.in.: Stasiówka, Mierydzne. Oprócz osiedla Skrzatki pod górą znajduje się także osiedle Cerki, od którego prawdopodobnie wywodzi się nazwa góry.
Dolną częścią stoków Cyrkowej Góry prowadzi znakowany szlak turystyczny, który na Przełęczy pod Kobylicą (i zarazem na Polanie Folwarcznej) łączy się z zielonym szlakiem prowadzącym z Mszany Dolnej na Jasień. Na grzbiet Cyrkowej Góry, na którym znajdują się widokowe polany nie prowadzi żaden szlak turystyczny, można tam jednak wejść polnymi drogami z Lubomierza lub podejść z polany Stasiówka.

## Szlak turystyki pieszej
– czarny: Lubomierz (kościół) – polana Folwarczna. 55 min., ↓ 35 min